# Ribas de Sil
Ribas de Sil – miasto w Hiszpanii w regionie Galicja w prowincji Lugo, położone nad rzeką Sil.